# Sredozemna unija
Sredozemna unija je multirateralni projekt partnerstva 43 zemalja iz Europe i Sredozemnog bazena: 28 članica Europske unije i 15 sredozemnih partnerskih članica iz sjeverne Afrike, Bliskog Istoka i Balkana. Osnovana je potpisivanjem Pariške deklaracije na svečanosti održanoj u nedjelju 13. srpnja 2008. u pariškoj Grand Palais. Potpisnici su šefovi 43 države. Sredozemna unija osnovana je na inicijativu francuskog predsjednika Nicolasa Sarkozyja kojem je bio prespor tzv. Barcelonski proces postupnog produbljivanja suradnje EU-a sa zemljama sredozemnog bazena. Sredozemna unija je bila ponovo pokrenuti projekt euro-mediteranskog partnerstva iz 1995. kad je iznesen plan za stvaranjem autonomne Sredozemne unije (Barcelonski proces) a koji je zbog sporosti doživio debakl. Veliki sastanak na vrhu državnih odnosno vladinih poglavara zemalja sredozemnih obala koji je prethodio osnivačkoj skupštini održan je pola godine prije 20. prosinca 2007., dan uoči sastanka na vrhu (Europskog vijeća) Europske unije.
Cilj ove unije je promicanje stabilnosti i napretka cijelim Sredozemljem. Cilj Unije je poboljšanje suradnje između Europe i zemalja sjeverne Afrike, odnosno Bliskog istoka. Najjači nositelj ovog projekta je Francuska.
Potpora francuskoj inicijativi našla se uglavnom u Španjolskoj, Italiji i Grčkoj, dok su sjeverne zemlje i sama Europska komisija bile uglavnom rezervirane. S afričke strane projekt je otvoreno kritizirao libijski čelnik Muamer el Gadafi koji je ovaj projekt označio kao pokušaj cijepanja već postojećih organizacija kao što su Arapska liga ili Organizacija afričkog jedinstva (OAJ). 
Sredozemna unija uvela je nove institucije u euromediteransko partnerstvo radi povećanja njena značaja kao što je stvaranje Tajništva. Prvi glavni tajnik Unije postao je Jordanac Ahmed Massadeh. Tajništvo i glavni tajnik su se 2010. godine preselili u Barcelonu.
Jedan od važnih projekata ove Unije je projekt čišćenja Sredozemnog mora.
Projekt je već od 2008. naišao na bučne kritičare pa je Sarkozy morao reducirati planove.  Radi umirenja domaćih kritičara u Francuskoj, čak se smatralo potrebnim da se precizira da se ne radi o Sredozemnoj uniji nego u Uniji za Sredozemlje, odnosno ne “zamjenom za EU“, nego njenom “dopunom i obogaćivanjem“. 
Od izbijanja revolucija u arapskim zemljama Sredozemne unije, projekti Sredozemne unije zamrli su. Prevrat u Tunisu, neredi u Egiptu, pozivi na promjene u Maroku bili su mjestom na kojima je Sredozemna unija mogla opravdati svoje postojanje ali je zakazala. Nije se niti oglasila o ovome, iako su Tunis i Egipat bili afrički stupovi ovog partnerstva.
Od 2009.  Sredozemna unija de facto postoji samo na papiru, zbog čega je prvi tajnik Massadeh siječnja 2011. podnio ostavku. Tijekom 2010. bio je predviđen jedan susret na vrhu šefova država i vlada koji je otkazan zbog bliskoistočne krize, a za 2011. uopće nije ni planirano održavanje takvog summita. Španjolska je dvaput pokušala sazvati summit koji je zbog izraelsko-palestinskog neslaganja propao oba puta. I na konkretnim projektima suradnje inicijative su propale zbog politike koja je izbila savki put u prvi plan, pa je propala konferencija o vodama zbog toga što se Izrael nije složio s formulacijom “okupirani teritoriji“. 
Predviđeni proračun za glavnog tajnika i aparat Sredozemne unije iznosio je 14,5 milijuna eura, ali niti polovica predviđenog iznosa nije dobivena. Razlog je što većina članica EU-a usprkos tome što su obećale nisu se nimalo zanimale za ovaj projekt i što bogate sjeverne zemlje nisu gotovo dale ništa od obećaog novca.

## Članice
Članice su:
- Iz EU:
  - 28 članica EU: Austrija, Belgija, Bugarska, Cipar, Češka, Danska, Estonija, Finska, Francuska,Grčka, Hrvatska, Irska, Italija, Latvija, Litva, Luksemburg, Mađarska, Malta, Nizozemska,  Njemačka, Poljska, Portugal, Rumunjska, Slovačka, Slovenija, Španjolska, Švedska i Ujedinjeno Kraljevstvo.
  - Europska komisija.
- Države Sredozemnog bazena:
  - 12 mediteranskih zemalja koje su članice Barcelonskog procesa Europske unije te tri balkanske zemlje koje imaju izlaz na Sredozemno more: Albanija, Alžir, BiH, Crna Gora, Egipat, Izrael, Jordan, Libanon, Maroko, Mauretanija, Monako, Palestinska Autonomna Područja, Sirija (sama izašla 22. lipnja 2011.), Tunis i Turska.
  - Libija kao država promatrač.[2]  Sredozemna unija izrazila je želju dati Libiji puno članstvo[3] a libijski ministar vanjskih poslova Mohamed Abdelaziz, izjavio je da je njegova zemlja otvorena za pristupanje.[4]
  - Arapska liga[5][6]

## Vanjske poveznice
- Službene stranice  Arhivirana inačica izvorne stranice od 28. srpnja 2011. (Wayback Machine)